# Katrin Wasow
Katrin Wasow (auch Kathrin Wasow; * 1967) ist eine deutsche Schauspielerin und Hörspielsprecherin.

## Wirken
Katrin Wasow absolvierte ihre Ausbildung zur Schauspielerin in den Jahren 1999 bis 2001 an der Neighborhood Playhouse School of Theatre in New York City. Für das Fernsehen wirkte sie in verschiedenen Spielfilmen und Serien mit. Bekannt wurde sie einem breiteren Publikum durch ihre Auftritte in der RTL-Seifenoper Verschollen. Daneben sprach sie in vielen Hörbüchern, insbesondere für Kinder- und Jugendprojekte.
Katrin Wasow lebt in Hamburg.

## Filmografie (Auswahl)
- 1993: Und Tschüss (Kurzfilm)
- 2000: Durchreise (Kurzfilm)
- 2004: En Garde
- 2004: Sergeant Pepper
- 2004–2005: Verschollen (Fernsehserie, 28 Folgen)
- 2005: Solo für Schwarz (Fernsehserie, 1 Folge)
- 2009:  Notruf Hafenkante (Fernsehserie, 1 Folge)

## Hörspiele (Auswahl)
- 1999: André Minninger: Die drei ??? – Wolfsgesicht – Regie: Heikedine Körting
- 1999: Stefan Wolf: TKKG – Klassenfahrt zur Hexenburg – Regie: Heikedine Körting
- 2003: André Marx und André Minninger: Die drei ??? – Das Auge des Drachen – Regie: Heikedine Körting
- 2005: Stefan Wolf: TKKG – Nonstop in die Raketenfalle – Regie: Heikedine Körting
- 2006: Enid Blyton: Fünf Freunde und die Druiden von Stonehenge – Regie: Heikedine Körting